# Francesco Spiera
Francesco Spiera, född omkring 1502 i Cittadella vid Padua, död där den 27 december 1548, var en protestantisk rättslärd från Italien.
Efter att han 1542 hade övertygats om riktigheten i reformationens principer ställdes han 1548 för en inkvisitionsdomstol i Venedig. Processen påbörjades den 24 maj och slutade med att Spiera den 20 juni högtidligen gjorde avbön för sina irrläror i Markuskyrkan. Efter denna avbön, som han följande söndag upprepade efter mässan i katedralen i Cittadella, nedsjönk han i en djup depression, som redan före årets slut kostade honom livet. Hans öde blev avgörande när Pier Paolo Vergerio anslöt sig till reformationen.